# استراحة (سفر)

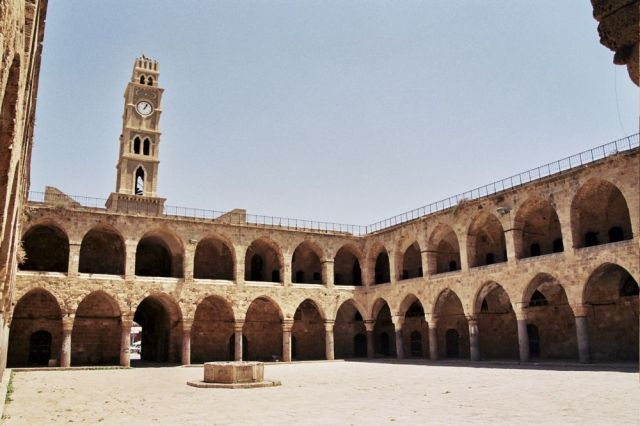
داخلية خان العمدان بعكا

الاستراحة أو النُّزُل أو الخان مبنى يتوقف به المسافرون للراحة والتزود، وكان في العصر العباسي والفاطمي الكثير من الاستراحات في طريق السفر مزودة بكل وسائل الراحة والاستجمام حيث كانت الاستراحات مزودة بحمامات وتعزف بالاستراحة فرق موسيقية، الهدف من ذلك إسعاد المسافر والترفيه عنه، ذلك بالإضافة بالطبع للغرف التي يقيم بها المسافرين. غالبا ماتكون استراحات المسافرين مكونة من طابقين.